# Erythrocera genalis
Erythrocera genalis är en tvåvingeart som först beskrevs av Aldrich 1928.  Erythrocera genalis ingår i släktet Erythrocera och familjen parasitflugor. Inga underarter finns listade i Catalogue of Life.